# Don Bigg
Taoufik Hazeb, dit Don Bigg, Bigg the Don ou simplement Bigg, est un rappeur marocain né le 8 octobre 1983 à Casablanca.
Il est considéré comme l'un des rappeurs notoires marocains notamment pour son style direct, son flow maitrisé et pour les thèmes de ses chansons, très proches des préoccupations d'une large frange de la jeunesse urbaine marocaine,, incluant la corruption.

## Biographie
Parlant couramment anglais, Don Bigg a commencé à chanter en anglais avant que Masta Flow, un rappeur très proche de lui, lui conseille de chanter en darija afin d'être compris par tous les Marocains.
En 2006 sort son premier album Mgharba Tal mout.
Fin 2015, il collabore avec neuf autres artistes — DJ VAN, Asmaa Lamnawar, Ahmed Soultan, Ahmed Chaouki, Douzi, Nabyla Maan, Khansa Batma, Hamid El Kasri et Rachida Talal, EwaMaru, Dizzy Dros — à Kafana Soukout, un morceau pour la sécurité routière subventionné par Renault Maroc.
Fin 2018, un clash l'oppose aux rappeurs « new generation », notamment quand il sort son titre 170 kg et autres.
Début 2019, il collabore avec le styliste marocain Yassine Morabite pour son clip Pyscho Wrecking .

## Discographie

### Clips vidéos
| Année | Titre           | Réalisateur   |
| ----- | --------------- | ------------- |
| 2011  | Mabghitch       | DBF           |
| 2015  | LQALEB          | Final Company |
| 2015  | T-JR            | DBF           |
| 2019  | Psycho Wrecking | DBF           |

### Apparitions
- 2006

Ahmed Soultan feat. Don Bigg & Azed - Bladi
Don Bigg feat. Muslim & l3arbi - (Zanka flow) -Ghir bnadem khaser